# Diego Farias
Diego Farias da Silva (Sorocaba, 10 mei 1990) is een Braziliaans voetballer die doorgaans als aanvaller speelt. Hij verruilde Chievo Verona in juli 2015 voor Cagliari, dat hem in het voorgaande jaar al huurde.

## Erelijst
Cagliari
- Serie B

2015/16
1 Sarr ·
2 Wiśniewski ·
4 Ferrer ·
5 S. Esposito ·
6 Degli Innocenti ·
7 Elia ·
8 Nagy ·
9 F. Esposito ·
11 Falcinelli ·
13 Reca ·
17 Čolak ·
20 Di Serio ·
22 Crespi ·
25 Bandinelli ·
27 Soleri ·
29 Cassata ·
31 Aurelio ·
32 Vignali ·
37 Matějů ·
55 Hristov  ·
66 Gori ·
77 Bertola ·
80 Kouda ·
82 Djankpata ·
Coach: D'Angelo